# Висоцько-Мале
Висоцько-Мале (пол. Wysocko Małe) — село в Польщі, у гміні Пшиґодзиці Островського повіту Великопольського воєводства.
Населення — 1309 осіб (2011).

## Демографія
Демографічна структура станом на 31 березня 2011 року:
|          | Загалом | Допрацездатний вік | Працездатний вік | Постпрацездатний вік |
| -------- | ------- | ------------------ | ---------------- | -------------------- |
| Чоловіки | 659     | 137                | 466              | 56                   |
| Жінки    | 650     | 129                | 393              | 128                  |
| Разом    | 1309    | 266                | 859              | 184                  |